# New Richmond (Indiana)
New Richmond es un pueblo ubicado en el condado de Montgomery, Indiana, Estados Unidos. Tiene una población estimada, a mediados de 2022, de 313 habitantes.

## Geografía
La localidad está ubicada en las coordenadas 40°11′39″N 86°58′40″O / 40.19417, -86.97778 (40.194213, -86.977903). Según la Oficina del Censo de los Estados Unidos, tiene una superficie total de 0.50 km², correspondientes en su totalidad a tierra firme.

## Demografía
Según el censo de 2020, en ese momento había 309 personas residiendo en la localidad. La densidad de población era de 618.00 hab./km². El 95.5% de los habitantes eran blancos, el 0.3% era asiático, el 0.3% era de otra raza y el 3.9% eran de una mezcla de razas. Del total de la población, el 1.3% eran hispanos o latinos de cualquier raza.